# Clarkstown
Clarkstown est une ville (town) du comté de Rockland, dans l'État de New York, aux États-Unis.

## Géographie
La ville se trouve à la frontière est du comté, au nord de la ville d'Orangetown, à l'est de la ville de Ramapo, au sud de la ville de Haverstraw et à l'ouest du fleuve Hudson.   
La communauté de New City, siège du comté de Rockland, est également le siège du gouvernement de la ville et du département de police de Clarkstown, du bureau de la police du shérif du comté et de l'établissement pénitentiaire du comté. New City représente environ 41,47% de la population de la ville.

## Population
Au recensement de 2010, la ville comptait 84 187 habitants. 

## Environnement
En 2008, Clarkstown a été l'une des 600 municipalités du pays à signer l'accord United States Mayor's Climate Protection Agreement visant à réduire les émissions de dioxyde de carbone de 7% par rapport aux niveaux de 1990 avant 2012.

## Histoire
La ville de Clarkstown a été créée en 1791 dans le comté d'Orange, avant la formation du comté de Rockland. 